# Draba ficta
Draba ficta là một loài thực vật có hoa trong họ Cải. Loài này được Camus ex Hayek mô tả khoa học đầu tiên năm 1909.